# Дружба (імені Габіта Мусрепова район)
Дру́жба (каз. Дружба) — село у складі району імені Габіта Мусрепова Північноказахстанської області Казахстану. Адміністративний центр Дружбинського сільського округу.
Населення — 567 осіб (2021; 834 у 2009, 1055 у 1999, 1236 у 1989).
Національний склад станом на 1989 рік:
- росіяни — 58 %.